# Inou Battle Within Everyday Life
Inou Battle Within Everyday Life (異能バトルは日常系のなかで Inō Batoru wa Nichijō-kei no Naka de?), även känd som Inou-Battle in the Usually Daze och When Supernatural Battles Became Commonplace, är en japansk light novel-serie som skrivs av Kota Nozomi, illustreras av Oniku, och ges ut av SB Creative. Serien har även adapterats till manga och anime.

## Handling
Serien handlar om skolan Senkōs litteraturklubb, vars fem medlemmar Andou, Tomoyo, Hatoko, Sayumi och Chifuyu på något vis har fått superkrafter. De väntar på att de någon gång ska behöva använda sina krafter för att rädda världen eller slåss mot monster, men inget sådant händer, och det blir en del av deras vardag.

## Media

### Light novels
| Nr | Utgivningsdatum  | ISBN                   |
| -- | ---------------- | ---------------------- |
| 1  | 16 juni 2012     | ISBN 978-4-7973-6991-5 |
| 2  | 17 oktober 2012  | ISBN 978-4-7973-7197-0 |
| 3  | 16 mars 2013     | ISBN 978-4-7973-7303-5 |
| 4  | 16 juli 2013     | ISBN 978-4-7973-7470-4 |
| 5  | 15 november 2013 | ISBN 978-4-7973-7525-1 |
| 6  | 17 mars 2014     | ISBN 978-4-7973-7660-9 |
| 7  | 14 juli 2014     | ISBN 978-4-7973-7790-3 |
| 8  | 14 oktober 2014  | ISBN 978-4-7973-8017-0 |
| 9  | 14 november 2014 | ISBN 978-4-7973-8159-7 |

### Manga
Manga-adaptionen av Inou Battle skrevs av light novel-böckernas författare Nozomi och illustrerades av Kōsuke Kurose, och gavs ut av Kadokawa Shoten i Comp Ace från september 2013 till den 26 februari 2015. Mangan ges även ut i tankōbon-volymer:
| Nr | Utgivningsdatum   | ISBN                   |
| -- | ----------------- | ---------------------- |
| 1  | 26 mars 2014      | ISBN 978-4-04-121067-3 |
| 2  | 26 september 2014 | ISBN 978-4-04-102120-0 |
| 3  | 26 november 2014  | ISBN 978-4-04-102288-7 |
| 4  | 26 mars 2015      |                        |

### Anime
Anime-adaptionen regisserades av Masahiko Otsuka och Masanori Takahashi, och producerades på Trigger. Den började sändas på japansk TV den 6 oktober 2014.
| Nr | Titel                                                                                | Originalvisning  |
| -- | ------------------------------------------------------------------------------------ | ---------------- |
| 1  | "Ihen - Alpha Episode" "Ihen - Arufa Episōdo (『異変』アルファ・エピソード?)"        | 6 oktober 2014   |
| 2  | "Gosō - Misconception" "Gosō - Misukonsepushon (『誤想』ミスコンセプション?)"        | 13 oktober 2014  |
| 3  | "Kaigō - Rendezvous Point" "Kaigō - Randebū Pointo (『邂逅』ランデブーポイント?)"    | 20 oktober 2014  |
| 4  | "Kikō - Capricious Lady" "Kikō - Kapurishasu Redi (『奇行』カプリシャスレディ?)"     | 27 oktober 2014  |
| 5  | "Chūni - Sensitive Age" "Chūni - Senshitibu Eiji (『厨二』センシティブエイジ?)"      | 5 november 2014  |
| 6  | "Zaiaku - Vice Penalty" "Zaiaku - Vaisu Penaruti (『罪悪』ヴァイスペナルティ?)"      | 12 november 2014 |
| 7  | "Kakusei - Juggernaut On" "Kakusei - Jagānōto On (『覚醒』ジャガーノートオン?)"      | 17 november 2014 |
| 8  | "Sensō - Holmgång Battle" "Sensō - Horumugangu Batoru (『戦争』ホルムガングバトル?)" | 24 november 2014 |
| 9  | "Fukoku - Girls Approach" "Fukoku - Gāruzu Apurōchi (『布告』ガールズアプローチ?)"   | 1 december 2014  |
| 10 | "Meiro - Fool's Labyrinth" "Meiro - Fūruzu Rabirinsu (『迷路』フールズラビリンス?)"  | 8 december 2014  |
| 11 | "Sonzai - Cupid Error" "Sonzai - Kyūpiddo Erā (『存在』キューピッドエラー?)"         | 15 december 2014 |
| 12 | "Nichijō - Usual Days" "Nichijō - Yūjuaru Deizu (『日常』ユージュアルデイズ?)"       | 22 december 2014 |